# Broccolo cinese
Il broccolo cinese, noto anche come kai lan o cavolo cinese, è una cultivar di Brassica oleracea di origini asiatiche, appartenente al "gruppo alboglabra".

## Descrizione
Si tratta di una verdura da foglia la cui parte commestibile è rappresentata principalmente dalle foglie spesse, lisce e di un colore verde-bluastro con spessi gambi e una infiorescenza simile a quella dei broccoli ma decisamente più piccola. Il nome del gruppo di cultivar, alboglabra, deriva dalla combinazione dei termini latini albus ("bianco") e glabrus ("glabro"). Il gusto non è molto diverso da quello dei broccoli, anche se è leggermente più amaro e intenso.

## Coltivazione

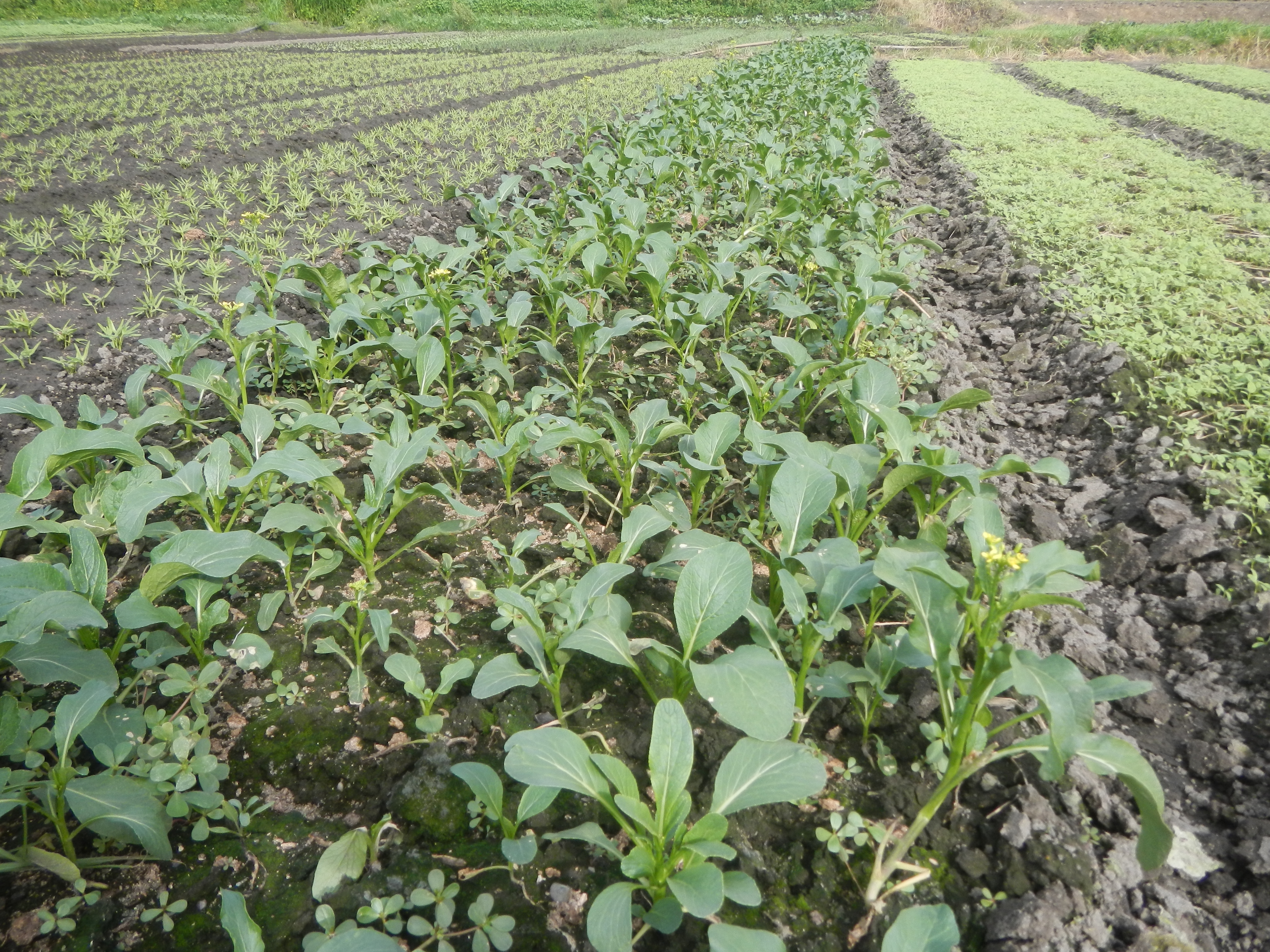
Campo di broccoli cinesi nelle Filippine

Il kai lan può venire seminato nella tarda estate per ottenere il raccolto all'inizio della stagione invernale. Come nel caso di altre verdure da foglia il Gai Lan dovrebbe essere raccolto e consumato prima della comparsa dei fiori gialli, evitando così che gli steli diventino legnosi.
Dal broccolo cinese per ibridazione con il broccolo la ditta Mann Packing Inc. ha ricavato i broccolini.

## Utilizzi

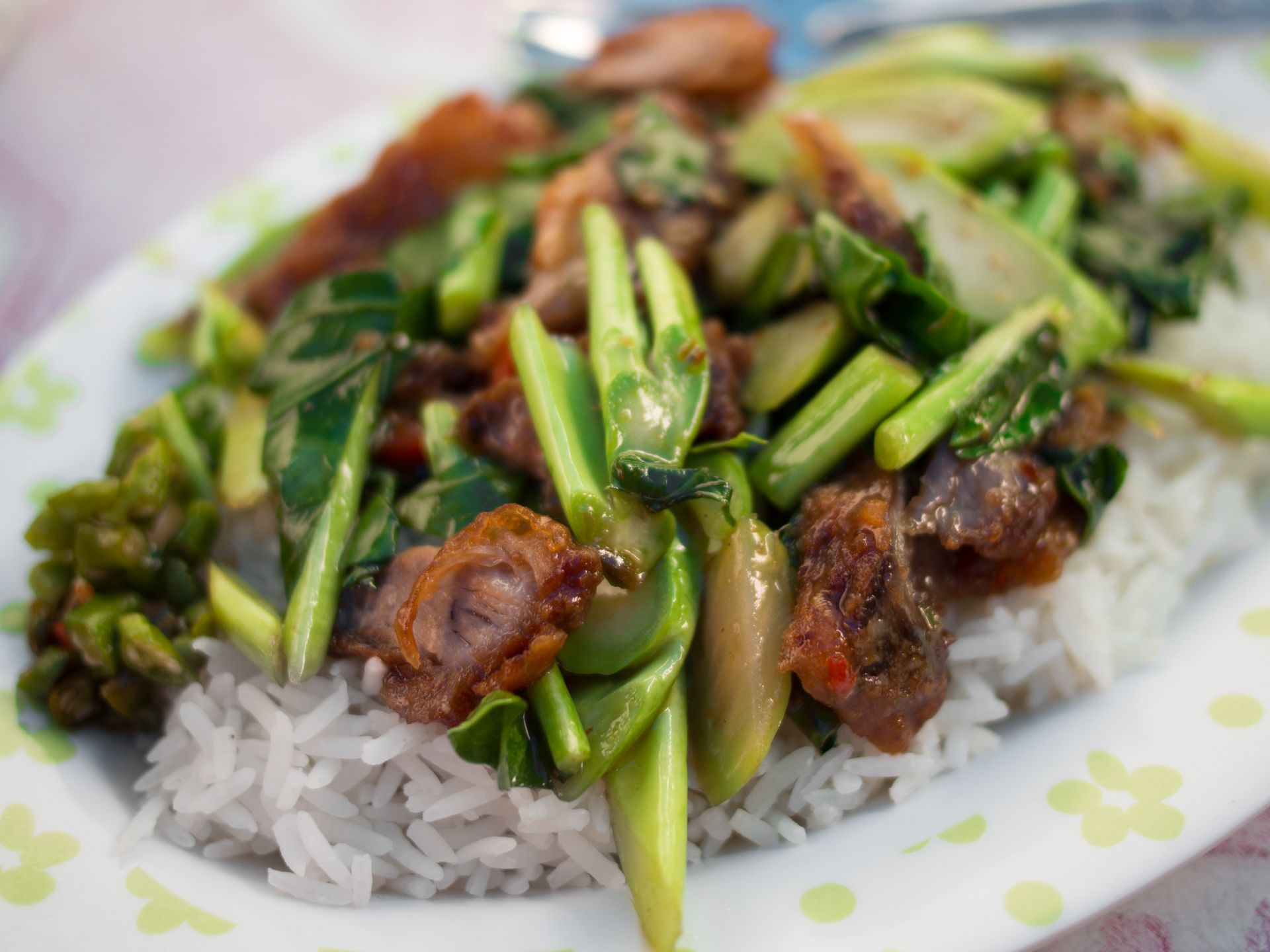
Phat khana mu krop, una ricetta tailandese a base di broccoli cinesi fritti con pancetta croccante

Il broccolo cinese è largamente utilizzato nella cucina cinese. In particolare possono essere cucinati saltati con zenzero e aglio, bolliti, cucinati al vapore e serviti con salsa di ostriche. Sono anche un ingrediente che compare spesso nella cucina vietnamita e in quelle birmana e tailandese.